# Kaidun (Meteorit)
Koordinaten: 15° 0′ 0″ N, 48° 18′ 0″ O
Kaidun ist ein Meteorit, der am 3. Dezember 1980 auf einen sowjetischen Militärstützpunkt in der Nähe des heutigen Al-Khuraybah in Hadramaut, Jemen (damals Südjemen), fiel. Es wurde eine Feuerkugel beobachtet, die sich von Nordwesten nach Südosten bewegte, und ein einzelner Stein wurde aus einer kleinen Einschlagsgrube geborgen. Der Meteorit zerbrach beim Aufprall auf den Boden und wurde dann. Aufgrund seiner fast bröselig wirkenden Konsistenz (s. u,) hat er eine geringe Festigkeit und wurde beim anschließenden Transport aus der Wüste zur Untersuchung nach Moskau noch zerdrückt.
Seine Gesamtmasse wird meist mit 2 kg angegeben, nach anderen Angaben sind es nur 841,64 g bzw. 850 kg.
Die verschiedenen Angaben kommen augenscheinlich daher, dass sie sich teils auf die (geschätzte) Gesamtmasse direkt vor dem Aufschlagen bzw. auf die bei Ankunft in Moskau festgestellte eingesammelte Masse beziehen.
Es gibt Vermutungen, dass Kaidun vom Marsmond Phobos stammt, was jedoch umstritten ist.

## Niedergang
Augenzeugen beobachteten am 3. Dezember 1980  eine Feuerkugel, die sich von Nordwest nach Südost bewegte. Die Feuerkugel wurde von einer Position 150 km Nord-Nordwest der Absturzstelle gesehen. Dort wurde ein einzelner Stein aus einer kleinen Einschlagsgrube geborgen. Laut Meteoritical Bulletin ist das im SEAN Bulletin, Band 6, Nr. 4 (1981) mit 7. Januar 1981 angegebene Datum des Falls falsch (Quelle: R. L. Khotinok, Komitee für Meteoriten, Akademie der Wissenschaften der UdSSR, Moskau, UdSSR).

## Beschreibung
Der Kaidun-Meteorit ist eine komplexe „Mikrobrekzie“: Während eine brekziöse Struktur für viele Steinmeteorite charakteristisch ist, enthält dieser Meteorit nur millimetergroße Klasten - ein offenbar einzigartiges Merkmal.
Der Meteorit Kaidun enthält eine einzigartige Vielfalt an Mineralien.
Kaidun ist auch einzigartig in der großen Vielfalt seiner mineralogischen Zusammensetzung und extrem hohe Heterogenität, was bereits bei der Voruntersuchung festgestellt wurde.
Der größte Teil des Materials ist das eines kohligen Chondriten vom Typ CR2 (CR-Chondrit: Renazzo-Gruppe).
Es finden sich aber auch viele Einschlüsse von Material, das anderen Meteoritenklassen entspricht, beispielsweise anderen kohligen Meteoritenklassen wie CI-Chondrit (Ivuna-Gruppe) und CM-Chondrit (Mighei-Gruppe) oder Enstatit-Chondriten.
Es wurden auch zwei Einschlüsse (Klasten) gefunden, die reich an Alkalimetallen sind, und sonst in Meteoriten sehr selten sind. Sie sind offenbar zu unterschiedlichen Zeiten Bestandteil des Meteoriten geworden und müssen ursprünglich von einem magmatisch differenzierten, alkalimetallreichen Himmelskörper mit eisenreichem Kern und silikatischem Mantel stammen.
Darüber hinaus gibt es Produkte einer Impaktschmelze, phosphidhaltige Klasten und Calcium-reiches achondritisches Material.
Bemerkenswert ist die Mischung verschiedener „inkompatibler“ Meteoritentypen, nämlich kohlenstoffhaltige und enstatitischen Chondriten – d. h. stark oxidierten mit stark reduzierten Materialien. Er könnte daher ein Konglomerat etlicher Mutterkörpertypen zu sein.
In dem untersuchten Meteoritenmaterial fanden sich bisher insgesamt rund 50 Minerale. Für zwei von ihnen, namentlich Florenskyit (FeTiP) und Andreyivanovit (FeCrP), gilt der Meteorit zudem als Typlokalität (erster Fundort).

## Ursprung
Diese außergewöhnliche Vielfalt an Mineralien und außergewöhnliche Varietät in der Zusammensetzung hat zu anhaltenden Diskussionen über die Herkunft des Meteoriten geführt.
Im März 2004 wurden erstmals die Monde des Mars, insbesondere Phobos, als Ursprungskörper des Meteoriten vorgeschlagen.
Die beiden alkalireichen Einschlüsse (Kasten) würden nach dieser Annahme letztlich vom Mars stammen und wären bei einem Asteroideneinschlag auf einen der Marsmonde verfrachtet worden, wobei Phobos wahrscheinlicher ist als Deimos, da er näher am Mars liegt.
Zur Unterstützung der Phobos-Hypothese fanden 2017 Paul Wiegert und Mattia Galiazzo von der University of Western Ontario heraus, dass Meteoriten, die von Phobos (oder auch von Deimos) stammen, prinzipiell zur Erde gelangen können.
Mineralogische und Edelgas-Untersuchungen bringen die Gesteinsfragmente jedoch anders als bei anderen nachweislichen Marsmeteoriten nicht mit diesem Planeten in Verbindung, diese Vermutung ist daher allenfalls schwach belegt.
Michael Zolensky und Andrei Ivanov vermuteten 2003, dass der Meteorit ein Konglomerat von Teilstücken aus dem inneren und äußeren Asteroidengürtel ist.